# Ненаписаний лист
«Ненаписаний лист» (рос. «Ненаписанное письмо») — радянський мультфільм 1985 року кіностудії «Київнаукфільм».

## Сюжет
Фільм для дорослих про долі двох люблячих людей, про те як зв'язав їх лист, якого так і не було написано. Палітра людських почуттів оживає за допомогою витончених образів. Краса малюнка, різноманітність техніки і мелодійність музичного супроводу, що зачаровує, підкорили журі фестивалів анімаційних фільмів в Мінську в 1987 році, в Чехословаччині та Києві..